# Maria Pentagiotissa
Maria Pentagiotissa (en griego: Μαρία η Πενταγιώτισσα) es una película griega dirigida por Achilleas Madras y estrenada en 1926 y 1929.
Madrás filmó por primera vez una versión corta en 1926 antes de filmar escenas adicionales para una versión más larga lanzada en 1929. La heroína, del mismo nombre, es interpretada por su esposa Frida Poupelina.
Es una adaptación ficticia de la vida de una heroína popular de la época del rey Otón I, quien se convirtió en líder de una tropa de bandidos. Su historia ya había sido objeto de obras de teatro y poemas (incluido el de Kostís Palamás en 1890).

## Sinopsis
En Rumelia, en el pueblo de Pentayii (Fócida occidental), huérfana, María es bautizada y criada por el papa Gabriel. De joven, que se ha vuelto muy hermosa, enamora locamente a todos los jóvenes de la región. Se enamora del rico pastor Simos Paris. Es entonces cuando es secuestrada por el líder de los pallikares, Lamaras. Durante una visita a la región de la pareja real, Otón y Amalia, ella queda bajo su protección. Planean encontrarle un marido adecuado. Vuelve a escapar y se reencuentra con su amor Simos Paris. Juntos se vengan de los que hicieron sufrir a María y matan a su hermano. Detenidos, son condenados a prisión. María es liberada gracias a la intervención del Papa Gabriel. Se une a una banda de bandoleros de la que ella toma la delantera. Ella comienza a vengarse de nuevo. Finalmente, se alió con el ejército griego para liberar Epiro y así obtuvo su amnistía. Al final de su vida, viene a morir a la tumba del Papa Gabriel.

## Distribución
- Frida Poupelina
- Achilleas Madrás
- Emilios Veakis
- Manolis Kantiotis
- Sryros Trichas
- Vassílis Avlonítis